# امبالامهاسوا
امبالامهاسوا (به لاتین: Ambalamahasoa) یک سکونتگاه مسکونی در ماداگاسکار است که در هائوته ماتسیاترا واقع شده‌است.

## خصوصیات
امبالامهاسوا ۸٬۰۰۰ نفر جمعیت دارد و ۱٬۴۰۴ متر بالاتر از سطح دریا واقع شده‌است.